# Jaderná elektrárna Kori
Jaderná elektrárna Kori (korejsky 고리원자력발전소) je jihokorejská jaderná elektrárna, která leží v Kori na předměstí Pusanu.

## Historie a technické informace
V areálu elektrárny se bude v konečném součtu nacházet až 10 tlakovodních reaktorů. První reaktor se začal stavět v roce 1972, zahájil komerční provoz v roce 1978 a fungoval až do roku 2017, kdy byl vyřazen z provozu. Bloky 2, 3 a 4 zahájily komerční provoz v 80. letech 20. století. Rozšíření elektrárny s názvem projektu Shin Kori (Nový Kori) započaté v roce 2006 přidalo čtyři nové reaktory jihokorejské výroby. První pár reaktorů Shin Kori je typu OPR-1000, zatímco druhé dva jsou typu APR-1400. Shin Kori 1 a 2 dosáhly komerčního provozu v roce 2011 a 2012, přičemž reaktory Shin Kori 3 a 4 dosáhly komerčního provozu v roce 2016 a 2019. Výstavba dvou dalších reaktorů APR-1400, známých jako Shin Kori-5 a Shin Kori-6, byla zahájena v dubnu 2017 a září 2018. 
V listopadu 2019 byla do pátého reaktoru typu APR-1400 instalována tlaková nádoba. V listopadu 2019 byla stavba pátého a šestého bloku dokončena z 51 procent.
Jaderná elektrárna Kori se po zprovoznění Shin Kori-4 stala největší fungující jadernou elektrárnou na světě podle jmenovité kapacity. Vyšší kapacitu má pouze Kašiwazaki-Kariwa, která je však od roku 2011 mimo provoz kvůli havárii ve Fukušimě.
Kori 1 byl odstaven v červnu 2017 a vyřazen z provozu koncem roku 2022. Dokončení vyřazování z provozu potrvá zhruba 15 let bude stát odhadem 719,4 miliardy korejských wonů (639,5 milionu USD).

## Informace o reaktorech
| Reaktor     | Typ reaktoru | Výkon   | Výkon   | Zahájení výstavby | Připojení k síti | Uvedení do provozu | Uzavření    |
| Reaktor     | Typ reaktoru | Čistý   | Hrubý   | Zahájení výstavby | Připojení k síti | Uvedení do provozu | Uzavření    |
| ----------- | ------------ | ------- | ------- | ----------------- | ---------------- | ------------------ | ----------- |
| Kori-1      | WH 60        | 576 MW  | 608 MW  | 27. 4. 1972       | 26. 6. 1977      | 29. 4. 1978        | 19. 6. 2017 |
| Kori-2      | WH F         | 640 MW  | 681 MW  | 4. 12. 1977       | 22. 4. 1983      | 25. 7. 1983        |             |
| Kori-3      | WH F         | 1011 MW | 1044 MW | 1. 10. 1979       | 22. 1. 1985      | 30. 9. 1985        |             |
| Kori-4      | WH F         | 1012 MW | 1044 MW | 1. 4. 1980        | 15. 11. 1985     | 29. 4. 1986        |             |
| Shin-Kori-1 | OPR-1000     | 996 MW  | 1046 MW | 16. 6. 2006       | 4. 8. 2010       | 28. 2. 2011        |             |
| Shin-Kori-2 | OPR-1000     | 996 MW  | 1047 MW | 5. 6. 2007        | 28. 1. 2012      | 20. 7. 2012        |             |
| Shin-Kori-3 | APR-1400     | 1416 MW | 1486 MW | 16. 10. 2008      | 15. 1. 2016      | 20. 12. 2016       |             |
| Shin-Kori-4 | APR-1400     | 1418 MW | 1455 MW | 19. 8. 2009       | 22. 4. 2019      | 29. 8. 2019        |             |
| Shin-Kori-5 | APR-1400     | 1340 MW | 1400 MW | 1. 4. 2017        | 2024             |                    |             |
| Shin-Kori-6 | APR-1400     | 1340 MW | 1400 MW | 20. 9. 2018       | 2025             |                    |             |